# Николо-Ушна
Николо-Ушна — деревня в Селивановском районе Владимирской области России, входит в состав Малышевского сельского поселения.

## География
Деревня расположена на берегу реки Ушна близ автодороги Владимир — Муром — Арзамас в 6 км на запад от центра поселения села Малышево и в 32 км на юго-запад от райцентра рабочего посёлка Красная Горбатка.

## История
На месте нынешней деревни Никола-Ушна располагалось село Суровцово. По писцовым книгам Муромского уезда 1628-30 годов село Суровцово значилось за братьями Плещеевыми, в селе имелась церковь Николая Чудотворца с приделами Архангела Михаила и святого великомученика Георгия. В окладных книгах Рязанской епархии за 1676 год в Суровцове указана церковь Николая Чудотворца, двор помещиков и 41 крестьянский двор. Деревянная церковь существовала в селе до 1825 года, когда она сгорела от удара молнии. Вместо сгоревшей церкви в Суровцове был построен каменный храм, трапеза освящена в 1828 году, а главный храм — в 1831 году. В 1859 году при храме устроена каменная колокольня. Престолов в храме было два: главный во имя Святителя Николая Чудотворца, в трапезе теплой во имя святого пророка Илии. В конце XIX века приход состоял из села Суровцова и деревень: Нового Бибеева, Старого Бибеева, Гуська, Кочергина, Марьина, Карпова и Ознобишина, в которых по клировым ведомостям числилось 638 мужчин и 722 женщины. В Суровцове имелась церковно-приходская школа, учащихся в 1896 году было 40.
В конце XIX — начале XX века село Суровцово входило в состав Драчёвской волости Меленковского уезда.
В 1929 году село уже называлось Николо-Ушна и входило в состав Малышевского сельсовета Селивановского района.

## Население
| 1859 | 1926 |
| ---- | ---- |
| 265  | 318  |

| 1859 | 1905 | 1926 | 2002 | 2010 | 2021 |
| ---- | ---- | ---- | ---- | ---- | ---- |
| 265  | ↘237 | ↗318 | ↘88  | ↘47  | ↘45  |